# Prime Time Players
Prime Time Players was een professioneel worsteltag team in de WWE. Het team bestond uit Darren Young en Titus O'Neil. Later werd A.W. toegevoegd in het team als manager, maar hij was geen lid meer nadat hij de WWE verliet.

## Geschiedenis

### WWE (2012-2014)
Op 1 februari 2012, in een aflevering van WWE NXT, vormden Darren Young en Titus O'Neil samen een duo als een tag team. In de NXT Redemption-aflevering van 18 april 2012 werd aangekondigd dat O'Neil en Young naar SmackDown zouden worden verwezen. In de SmackDown-aflevering van 20 april 2012 maakten ze hun debuut en versloegen daar The Usos. In eind mei verklaarden O'Neil en Young zichzelf tot Primetime Players.
In de SmackDown-aflevering van 31 januari 2014, na de nederlaag tegen Ryback en Curtis Axel, zette O'Neil de samenwerking stop en gaf Young nog een paar klappen. Dat was het einde van de Primetime Players

## In het worstelen
- Finishers als team
  - Ghetto Blaster (Backbreaker hold (O'Neil) / Diving elbow drop (Young) combinatie)

- Finishers van O'Neil
  - Clash of the Titus

- Finishers van Young
  - Gut Check (2011-heden)
  - Heat Wave (2009–2010)

- Bijnamen
  - "Mr. No Days Off" - Young

- Opkomstnummer
  - "Move (Get In)" van Jim Johnson